# Lormi
Lormi (Lurmi) fou un estat tributari protegit, del tipus zamindari, situat al tahsil de Mungeli al districte de Bilaspur, a les Províncies Centrals, avui dia a Chhattisgarh. Fou concedit a un bairagi (un asceta vaixnavita) el 1830. La superfície era de 238 km², dels quals més de la meitat eren terrenys de cultiu explotats i la major part de la resta poc explotats, però cultivables.